# Rue Rossini
La rue Rossini est une voie du 9e arrondissement de Paris, en France.

## Situation et accès
La rue Rossini est une voie publique située dans le 9e arrondissement de Paris. Elle débute au 19, rue de la Grange-Batelière et se termine au 26-30, rue Laffitte.
Elle porte le nom du compositeur italien Gioachino Rossini (1792-1868).

## Origine du nom
Elle porte le nom du compositeur italien Gioachino Rossini, qui était installé rue de la Chaussée-d'Antin, à quelques centaines de mètres, depuis 1848. 

## Historique
La rue est la réunion de deux voies anciennes : 
- le coude à l'est de la rue Drouot était une partie de la « rue de la Grange-Batelière »
- la partie occidentale de la rue était le « cul-de-sac de la Grange-Batelière » qui fut prolongé pour devenir la « rue Pinon » en 1784.

Elle a été unifiée telle qu'elle est aujourd'hui en 1847.
En 1850, trois ans après le redécoupage des voies (emprunt d'une partie de la seconde pour fusionner avec la première), il est attribué le nom de « rue Rossini ».
La rue longeait la salle Le Peletier, qui était alors le siège de l'Opéra de Paris où étaient donnés des opéras de Rossini.
La rue suit le tracé sud-est de l’enceinte de la ferme de la Grange-Batelière. 

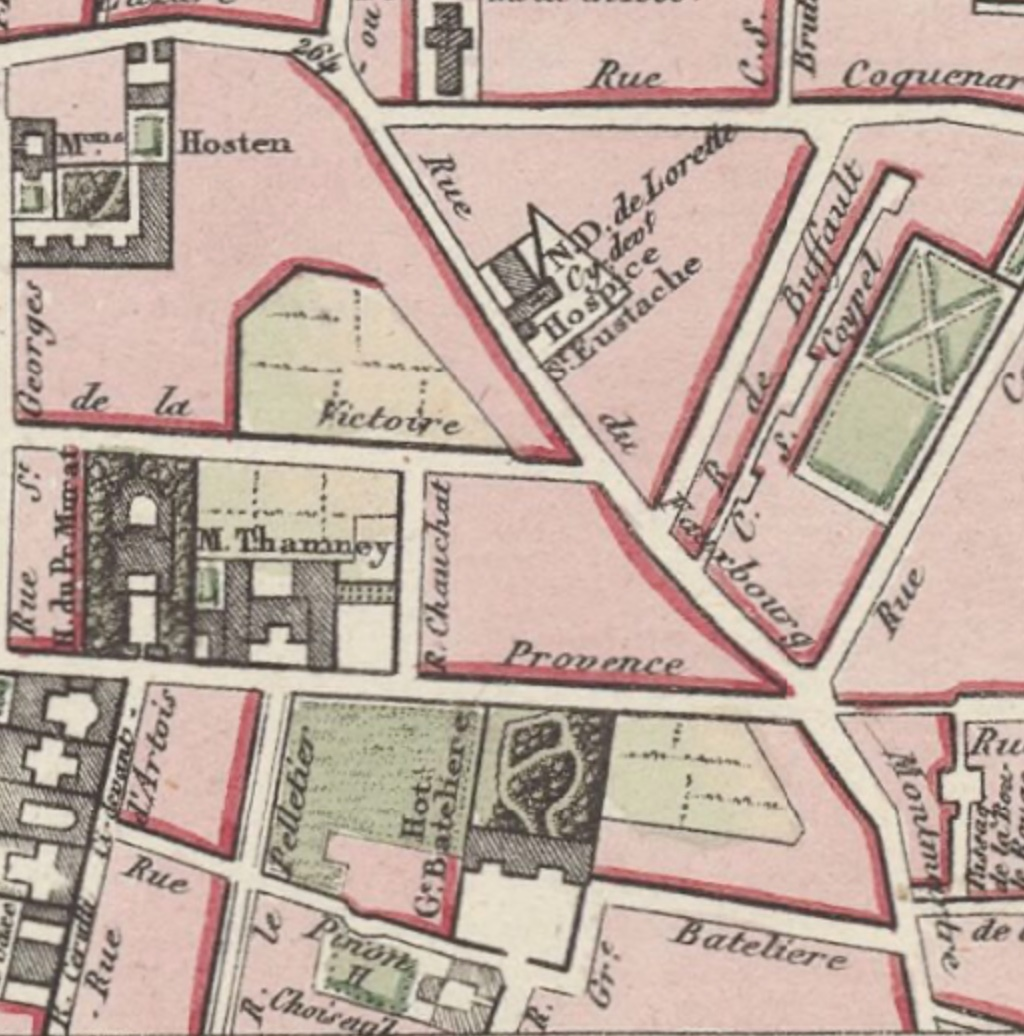
L’hôtel de la Grange-Batelière (plan Maire de 1808).

La nuit du 8 au 9 septembre 1982, cette rue fut le théâtre d’une fusillade,. Des policiers tirèrent sur une voiture qui tentait de se soustraire à un contrôle, tuant la conductrice et blessant trois passagers. Cet événement est le sujet de la chanson Rue Rossini de Philippe Val.